# Cepphis
Cepphis là một chi bướm đêm thuộc họ Geometridae.

## Các loài
- Cepphis advenaria – Little Thorn (Hübner, 1790)
- Cepphis armataria – Scallop Moth (Herrich-Schäffer, 1855)
- Cepphis decoloraria – Dark Scallop Moth (Hulst, 1886)